# Vlădnicuț
Vlădnicuț – wieś w Rumunii, w okręgu Jassy, w gminie Vânători. W 2011 roku liczyła 139 mieszkańców.